# Promises! Promises!
Pour plus de détails, voir Fiche technique et Distribution.
Promises! Promises! est un film américain réalisé par King Donovan, sorti en 1963.

## Synopsis
Sandy Brooks souhaite désespérément tomber enceinte, mais son mari Jeff, scénariste pour la télévision, est trop stressé pour faire l'amour avec elle. Ils partent en croisière et rencontrent Claire et King Banner. Les couples se lancent dans une beuverie et changent de partenaires après être retournés dans leurs chambres. Les deux femmes découvrent plus tard qu'elles sont enceintes et doivent déterminer quel homme est le père de chaque bébé.

## Fiche technique
- Titre : Promises! Promises!
- Réalisation : King Donovan
- Scénario : William Welch et Tommy Noonan d'après la pièce de théâtre d'Edna Sheklow
- Musique : Hal Borne
- Photographie : Joseph F. Biroc
- Montage :
- Production : Tommy Noonan et Donald F. Taylor
- Société de production : Noonan-Taylor Production
- Société de distribution : NTD (États-Unis)
- Pays :  États-Unis
- Genre : Comédie érotique
- Durée : 75 minutes
- Dates de sortie : 
  -  États-Unis : août 1963

## Distribution
- Jayne Mansfield : Sandy
- Tommy Noonan : Jeff
- Marie McDonald : Claire
- Mickey Hargitay : King
- Fritz Feld : le médecin de bord
- Marjorie Bennett : Mme. Snavely

## Scènes de nudité
Promises! Promises! est le premier film hollywoodien de l'ère sonore dans lequel la star du film apparaît dénudée.